# Parafia Miłosierdzia Bożego w Ostrowcu Świętokrzyskim
Parafia Miłosierdzia Bożego w Ostrowcu Świętokrzyskim – parafia rzymskokatolicka znajdująca się  w Ostrowcu Świętokrzyskim, w diecezji sandomierskiej, w dekanacie Ostrowiec Świętokrzyski.
Parafia erygowana w 1984 z parafii św. Michała Archanioła w Ostrowcu Świętokrzyskim. Mieści się przy ulicy Polnej, na osiedlu Złotej Jesieni.
Kościół został podniesiony do godności Diecezjalnego Sanktuarium Miłosierdzia Bożego przez ówczesnego biskupa diecezji sandomierskiej, ks. prof. Andrzeja Dzięgę.
W Ostrowcu Świętokrzyskim istnieje również inne Diecezjalne Sanktuarium Najświętszej Maryi Panny Saletyńskiej, co czyni Ostrowiec Świętokrzyski ważnym ośrodkiem religijnym.